# Sengoku (métro de Tokyo)
Pour les articles homonymes, voir Sengoku.
Sengoku (千石駅, Sengoku-eki) est une station du métro de Tokyo sur la ligne Mita dans l'arrondissement de Bunkyō à Tokyo. Elle est exploitée par le Bureau des Transports de la Métropole de Tokyo (Toei).

## Situation sur le réseau
La station Sengoku est située au point kilométrique (PK) 13,7 de la ligne Mita.

## Histoire
La station a été inaugurée le 30 juin 1972.

## Services aux voyageurs

### Accès et accueil
La station est ouverte tous les jours.
En moyenne, 30 534 voyageurs ont fréquenté quotidiennement la station en 2015.

### Desserte
- Ligne Mita :
  - voie 1 : direction Meguro (interconnexion avec la ligne Tōkyū Meguro pour Hiyoshi)
  - voie 2 : direction Nishi-Takashimadaira